# Asaccus gallagheri
Asaccus gallagheri es una especie de gecos pertenecientes a la familia Phyllodactylidae.

## Distribución geográfica y hábitat
Es endémica del centro y norte de Omán y el este de los Emiratos Árabes Unidos. Su rango altitudinal oscila entre 10 y 1700 m s. n. m..